# Frank Eugene

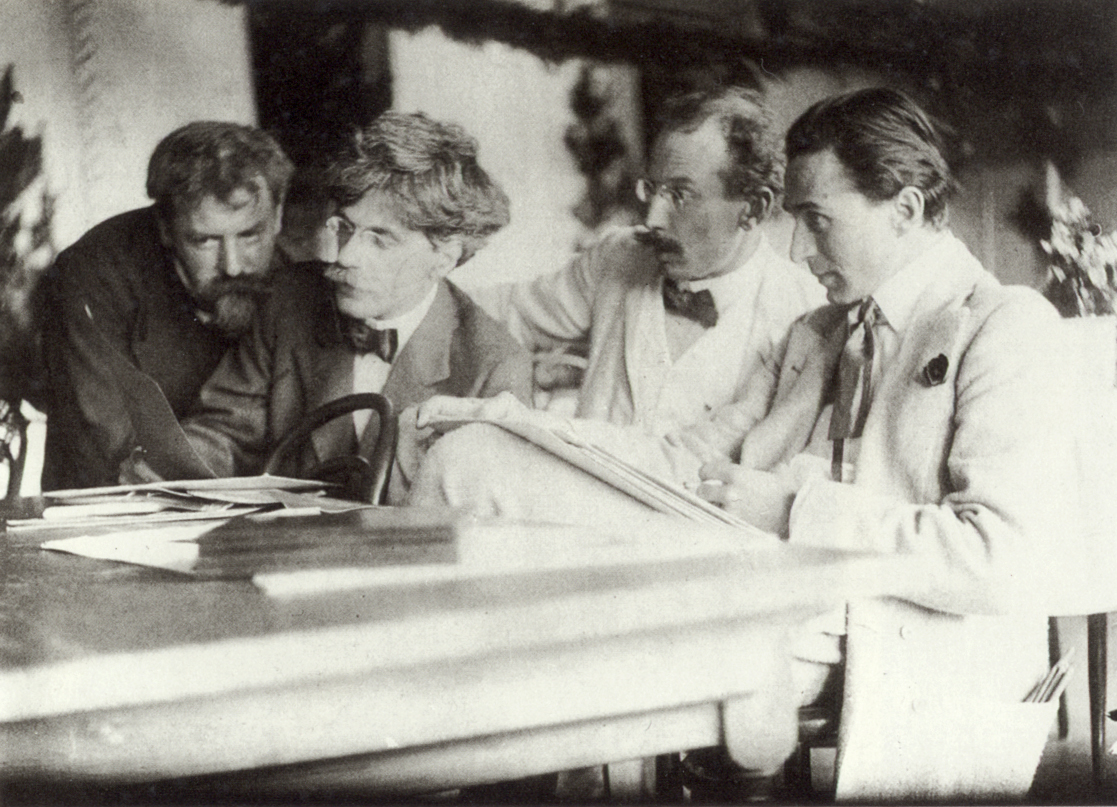
Frank Eugene: Eugene, Stieglitz, Kühn en Steichen (v.l.n.r.) bewonderen werk van Eugene, 1907

Frank Eugene, eigenlijk Frank Eugene Smith (New York, 19 september 1865 – München, 16 december 1936) was een Amerikaans-Duits fotograaf, schilder en etser. Hij wordt wel gerekend tot de picturalisten en geldt als een van de belangrijkste kunstfotografen van rond 1900.

## Leven en werk
Eugene werd in New York geboren als zoon van Duitse emigranten. In 1886 ging hij naar München om er tekenen en decorontwerp te studeren aan de "Academie voor de Beeldende Kunsten“. Tijdens zijn studie vatte hij een artistieke belangstelling voor de fotografie op, welke hem vervolgens niet meer los liet. Nog tijdens zijn studie, in 1889, trok hij de aandacht met een expositie bij de Camera Club van Alfred Stieglitz. Na zijn terugkeer naar Amerika werkte hij een tijd lang als decorontwerper en portretschilder (hij portretteerde veel bekende toneelspelers), maar uiteindelijk koos hij definitief voor de fotografie. In 1902 richtte hij samen met Alfred Stieglitz en Edward Steichen de bekende New Yorkse fotografieclub Photo-Secession op. Diverse kunstzinnige foto’s van Eugene werden in de jaren tussen 1904 en 1910 gepubliceerd in het vooraanstaande kunstzinnige fotoblad Camera Work. Hij werd vooral geroemd om zijn heliogravures, waarbij hij de negatieven bewerkte met een etsnaald, aldus een grafisch effect creërend. Een bekende foto uit die periode is Adam en Eva (1898). Zijn fotowerk sluit in zijn algemeenheid aan bij de romantische schildertraditie, vaak ook met aandacht voor het zinnelijke.
Vanaf 1906 vestigde Eugene zich definitief in Duitsland. Daar werkte hij met vooraanstaande schilders en werd docent aan de "Lehr- und Versuchsanstalt für Fotografie“ in München. Later kreeg hij de eerste leerstoel Kunstfotografie ter wereld aan de "Akademie für Grafische Künste und Buchgewerbe“ in Leipzig. Hij ontwikkelde zich daar tot een vooraanstaand theoreticus in de fotokunst.
Werk van Eugene is momenteel onder andere te bewonderen in het Metropolitan Museum of Art in New York, in het Hamburgse Museum für Kunst und Gewerbe en in het Prentenkabinet van de Leidense Rijks-Universiteit.

## Galerij

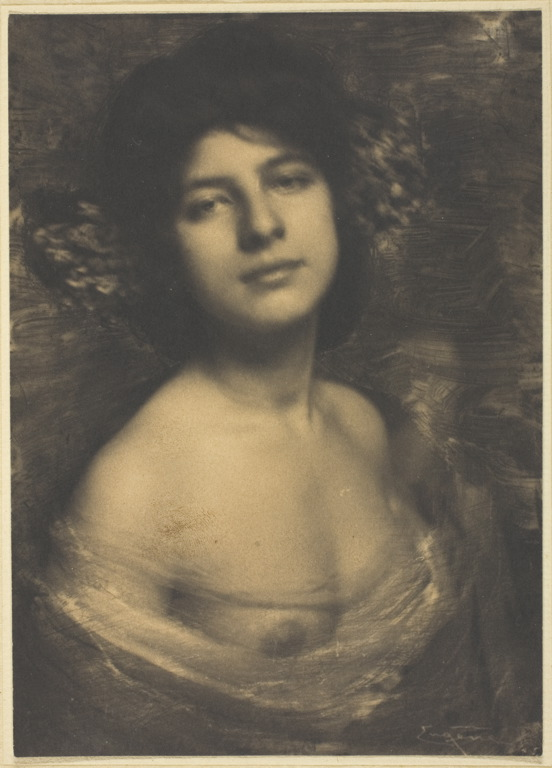
Hortensia, 1898
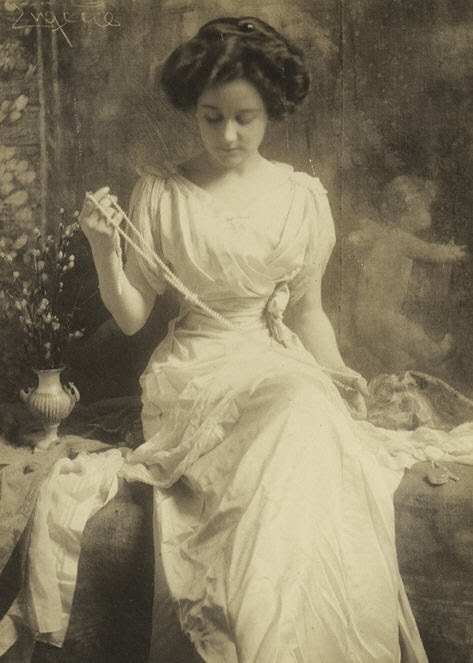
The pearl necklace, rond 1900
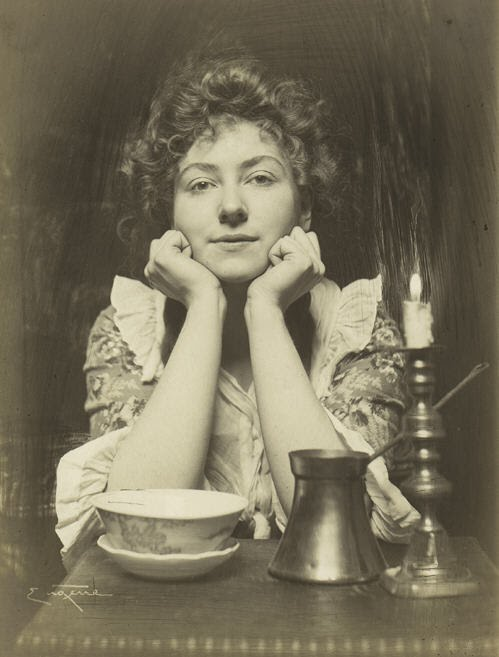
Lydia Leslie Lydie - Candlestick, rond 1900
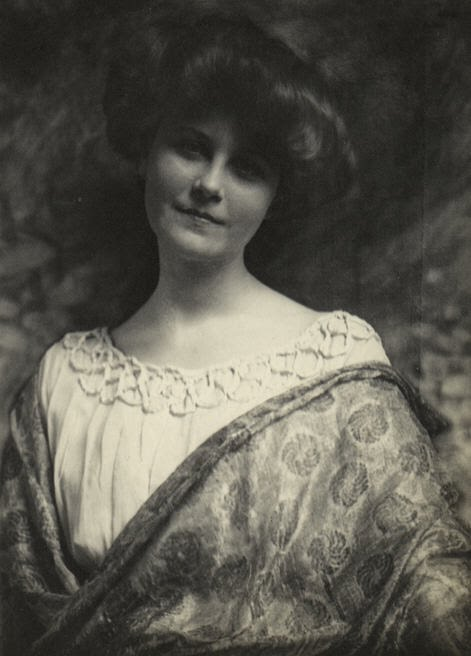
Lisa LotteLindström, 1900
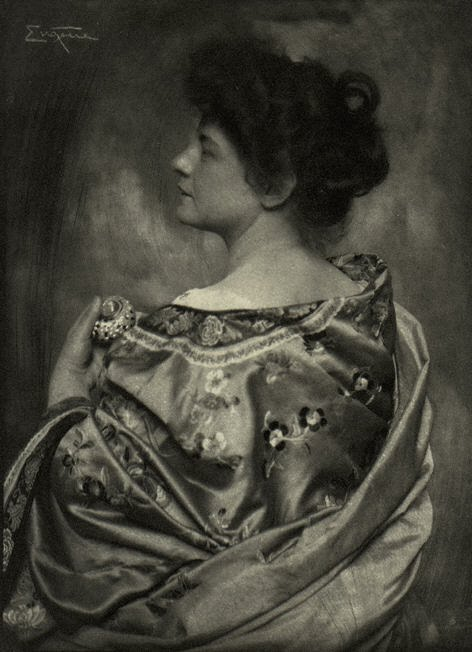
Baroness von P – Kimono, rond 1900
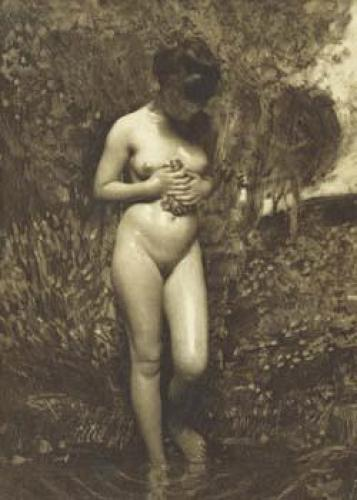
Naaktstudie, 1908
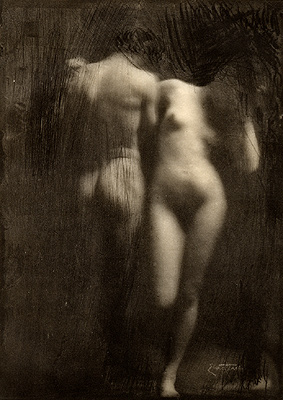
Adam en Eva, 1898
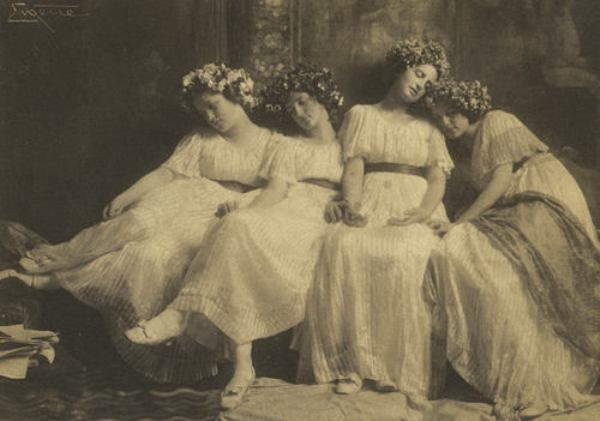
Slumbering maidens, rond 1900
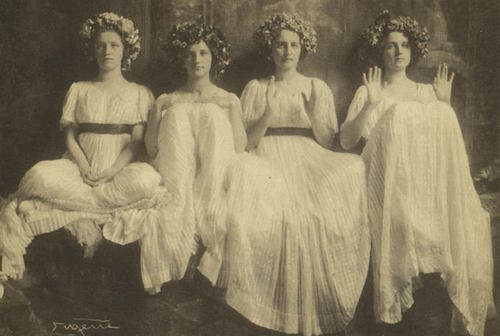
Ritual Vestalis, rond 1900
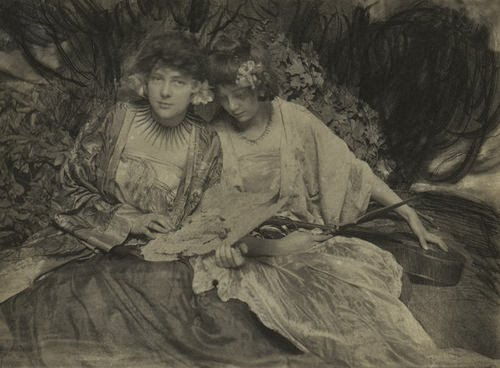
The Misses Ide in Samoa, 1908

## Weblinks
- Biografie van Frank Eugene

- Biblioteca Nacional de España: XX1457636
- Bibliothèque nationale de France: cb12537436q (data)
- Gemeinsame Normdatei: 119334828
- International Standard Name Identifier: 0000 0001 2276 8991
- KulturNav: 0d252363-1f9c-49de-9c13-abe41d7a889d
- Library of Congress Control Number: no96010084
- Nationale bibliotheek van Australië: 35566770
- Nederlandse Thesaurus van Auteursnamen: 157047040
- PIC: 13184
- RKD-Nederlands Instituut voor Kunstgeschiedenis: 102454
- SNAC: w6g77tvc
- Système universitaire de documentation: 146171977
- Trove: 998499
- Union List of Artist Names: 500025211
- Virtual International Authority File: 15577953
- WorldCat: E39PBJvd8xMwmJyh4QDYpMYdcP